# Mauricio Gómez
Mauricio Gómez, vollständiger Name Mauricio Sebastián Gómez Castro, (* 16. April 1992 in Montevideo) ist ein uruguayischer Fußballspieler.

## Karriere

### Verein
Der nach Angaben seines Vereins 1,75 Meter große Abwehrspieler Gómez stand mindestens seit der Clausura 2013 im Kader des Erstligisten Montevideo Wanderers. In jener Halbserie absolvierte er zwei Spiele (kein Tor) in der Primera División. In der Saison 2013/14 bestritt er 32 weitere Erstligaspiele für die Montevideaner und erzielte dabei vier Tore. Die Wanderers gewannen in jener Spielzeit die Clausura. Anfang Juli 2014 wurde zunächst über einen Wechsel von Gómez nach Argentinien zu der von Pedro Troglio trainierten Mannschaft von Gimnasia y Esgrima de La Plata berichtet. Dort sollte er einen Einjahresvertrag unterschrieb haben. Am 31. Juli 2014 wurde dann jedoch berichtet, er habe sich Atlético Rafaela angeschlossen. Bei den Argentiniern wurde er zehnmal in der Primera División eingesetzt und schoss ein Tor. Auch in der Copa Argentina kam er einmal (kein Tor) zum Zug. Anfang März 2016 wechselte er zum uruguayischen Zweitligisten Club Atlético Torque, für den er 14 Ligaspiele (kein Tor) in der Clausura 2016 bestritt. Zur Spielzeit 2016 kehrte er zu den Montevideo Wanderers zurück. Saisonübergreifend stehen dort bis in die Saison 2017 seither (Stand: 7. August 2017) 34 Erstligaeinsätze (ein Tor) für ihn zu Buche. Zudem wurde er – jeweils ohne persönlichen Torerfolg – in sechs Partien der Copa Sudamericana 2016 und vier Begegnungen der Copa Libertadores 2017 eingesetzt.

### Erfolge
- Clausura 2014 (Primera División, Uruguay)